# Maria Enser
Maria Enser (* 26. April 1900 in Ottnang am Hausruck als Maria Ott; † 3. November 1989 in Pfaffing) war eine österreichische Politikerin (SPÖ) und Hausfrau. Sie war von 1954 bis 1956 Abgeordnete zum österreichischen Nationalrat.
Enser besuchte die Volksschule und war von 1914 bis 1921 in der Lohnverrechnung beschäftigt. Sie war zudem von 1938 bis 1946 als Filialleiterin der Konsumgenossenschaft in Attnang-Puchheim tätig und engagierte sich als Bezirksvorsitzende der SPÖ-Frauen in Wels. Per 13. Dezember 1954 rückte sie für Ignaz Hinterleitner in den Nationalrat nach, dem sie bis zum 8. Juni 1956 angehörte. Enser war mit einem Bergarbeiter verheiratet.